# Носово (Калужская область)
Носово— деревня в Износковском районе Калужской области России. Входит в сельское поселение «Село Износки»

## География
Рядом — Алешня.

## Население
| 2002 | 2010 |
| ---- | ---- |
| 8    | ↘5   |

## История
В 1782-м году относилась к Морозовской волости Медынского уезда, а затем к Дороховской волости того же уезда.
В 1919 году была начата эксплуатация Носовской торфоразработки. Находящееся здесь болото площадью в 131 десятину содержало 370000 куб.саженей торфа – сырца. За один сезон 1922 года было выработано 37 000 пудов сухого торфа, применявшегося для удобрения почв и отопления. 